# Federico Torres Muro
Federico Torres Muro (La Felguera, 22 de julio de 1957) es un diplomático español, actual embajador representante permanente de España ante la OTAN. Anteriormente fue embajador de España en Ecuador (2008-2012), en El Salvador (2017-2020) y director general de Política Exterior y de Seguridad (2021-2022).

## Biografía
Licenciado en Geografía e Historia, ingresó en 1985 en la carrera diplomática. Estuvo destinado en las representaciones diplomáticas españolas en Libia, Argentina, Reino Unido y Marruecos, donde desempeñó el puesto de consejero cultural y de Cooperación. Fue director del Gabinete del secretario de Estado de Asuntos Exteriores y para Iberoamérica, y hasta septiembre de 2008 fue director del Gabinete del Secretario General de la Presidencia del Gobierno.
En 2008 fue nombrado embajador de España en Ecuador, cargo que ostentó hasta marzo de 2012. En 2017 fue nombrado embajador de España en El Salvador, ocupando este cargo hasta febrero de 2020. Después fue director general de Estrategia, Prospectiva y Coherencia (2020-2021).
En 2021 fue nombrado director general de Política Exterior y de Seguridad hasta octubre de 2022, cuando se le destinó a la Representación Permanente de España ante la OTAN.